# 광녀 조앤
광녀 조앤(Juana la Loca, Madness of Joan)은 포르투갈에서 제작된 비센떼 아란다 감독의 2001년 드라마 영화이다. 필라르 로페스 데 아얄라 등이 주연으로 출연하였고 엔리크 세레조 등이 제작에 참여하였다.

## 출연

### 주연
- 필라르 로페스 데 아얄라
- 다니엘레 리오티

### 조연
- 로자나 패스터
- 줄리아노 젬마
- 로베르토 알바레즈
- 엘로이 아조린
- 길레르모 톨레도

## 제작진
- 의상: 하비에르 아르티나노